# Södra Västerbottens kontrakt
Södra Västerbottens kontrakt är ett kontrakt inom Svenska kyrkan i Luleå stift.
Kontraktskoden var till 2017 1101, därefter 1102.

## Administrativ historik
Kontraktet bildades 2005 av
från då upphörda Öre kontrakt
- Nordmalings församling
- Bjurholms församling
- Hörnefors församling

från Ume kontrakt
- Vännäs församling
- Sävars församling som 2007 uppgick i Sävar-Holmöns församling
- Holmöns församling som 2007 uppgick i Sävar-Holmöns församling
- Vindelns församling
- Bygdeå församling
- Holmsunds församling

2017 tillfördes från Ume kontrakt
- Umeå pastorat med
- Tavelsjö församling
- Tegs församling
- Umeå landsförsamling
- Umeå Maria församling
- Umeå stadsförsamling
- Ålidhems församling

## Kontraktsprostar
| Ämbetstid | Namn           | Levnadstid | Övrigt                                  |
| --------- | -------------- | ---------- | --------------------------------------- |
| 2025      | Erika Forsvall |            | Kyrkoherde i Vännäs-Bjurholms pastorat. |